# Península de Magallanes
La península de Magallanes, también llamada península Magallanes, es una comarca terrestre de 38 900 ha ubicada en el departamento Lago Argentino, en el sudoeste de la provincia de Santa Cruz, en la Patagonia de la Argentina. Está limitada al norte, oeste, y sur, por el lago Argentino, perteneciente a la cuenca del río Santa Cruz, de vertiente atlántica. La casi totalidad de la península está subdividida en fracciones privadas. Su centro se encuentra en las coordenadas: 50°23'58.49"S  72°53'21.44"O.

## Etimología toponímica

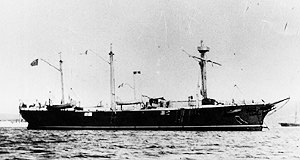
La Cañonera Magallanes, buque de guerra chileno del cual la península lleva su nombre.

Etimológicamente, este topónimo fue otorgado el 5 de febrero de 1879 por el teniente Juan Tomás Rogers, marino chileno a quien su Armada, siguiendo instrucciones de su ejecutivo, había comisionado para explorar en la alta cuenca del río Santa Cruz los sectores más favorecidos al poblamiento humano, con el objetivo de fundar en dicha región, en los años que se avecinaban, una colonia agrícola-pastoril bajo bandera de Chile, hecho que fue frustrado como consecuencia del tratado de 1881 entre Argentina y Chile. Al bautizar a la península con el vocablo Magallanes rindió honra al nombre de la corbeta a cuya dotación pertenecía, la: Cañonera Magallanes, el cual fue llamada así por ser construida para prestar servicio en el Estrecho de Magallanes, el cual a su vez es un epónimo que honra al marino y militar Fernando de Magallanes.

## Parajes
La península en su totalidad carece de poblados. Los únicos parajes son el «Puerto Bahía Tranquila» y «Punta Bandera», en su extremo noreste, y el «área del glaciar Moreno», en su extremo sudoeste, con instalaciones turísticas y un hotel.

## Características geográficas
La superficie de la península es de 38 900 ha, y su forma es redondeada, con una longitud de 23 km y una anchura de 19 km.
Al norte y oeste está limitada por el canal de los Témpanos, mientras que hacia el sur por el brazo Rico, ambos son las secciones australes del lago Argentino, a una altitud de 185 m s. n. m.
Posee tres encadenamientos montañosos, desprendimientos de la cordillera de los Andes; todos se cubren de nieve durante varios meses del año. En su sector norte se presenta la sierra Cattle, en sentido general oeste-este; igual ordenamiento que la sierra Buenos Aires que se ubica en su sector sur cuya máxima altura es el cerro Mitre, con una altitud de 1565 m s. n. m. Finalmente bordeando el lago por el oeste —y en sentido norte-sur— se sitúa el cordón Occidental, en el cual se emplaza la máxima altura peninsular: el cerro Buenos Aires, con una altitud de 1602 m s. n. m.
Hidrográficamente, presenta arroyos torrentosos hacia el norte, oeste, y sur, pero el más importante de toda la península es el río Mitre, que con su cuenca de 10 000 ha drena todo el interior peninsular, el cual desemboca en el fonfo oriental del brazo Rico.

### Topamiento a la península del glaciar Perito Moreno

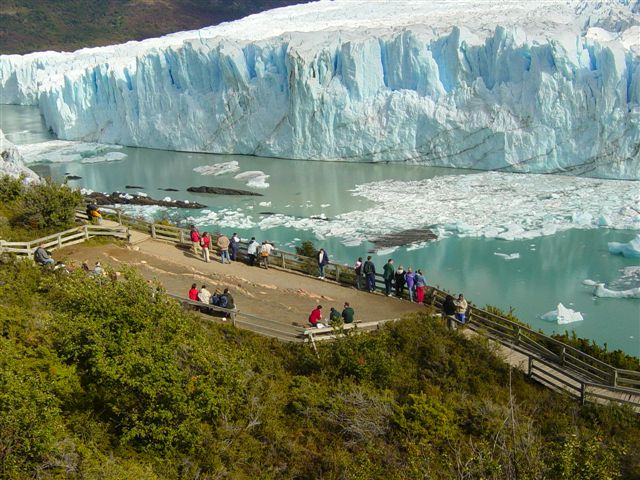
Sector de la península de Magallanes frente al glaciar Perito Moreno.

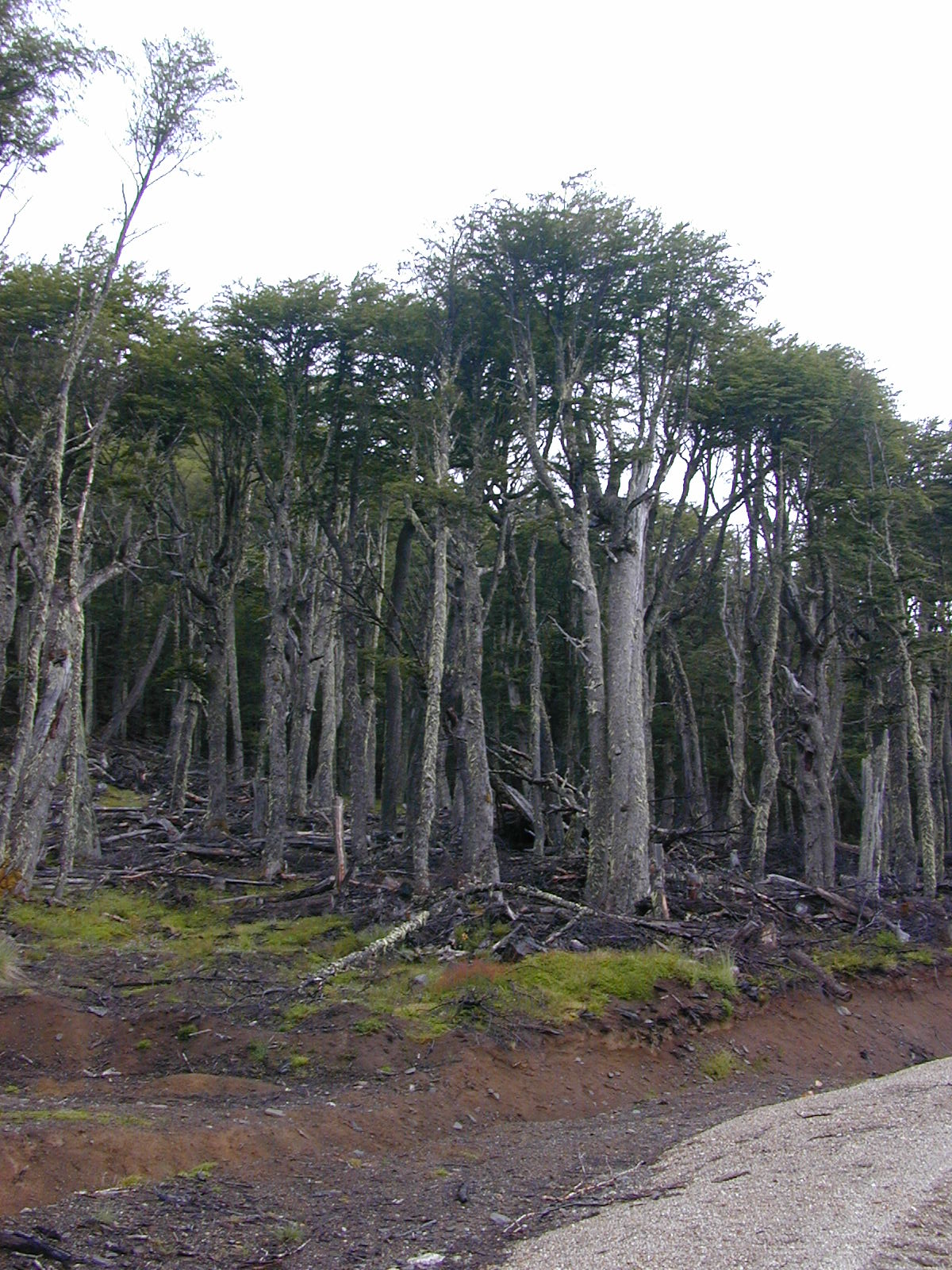
El bosque de lengas domina en los sectores de menor altitud del oeste de la península.

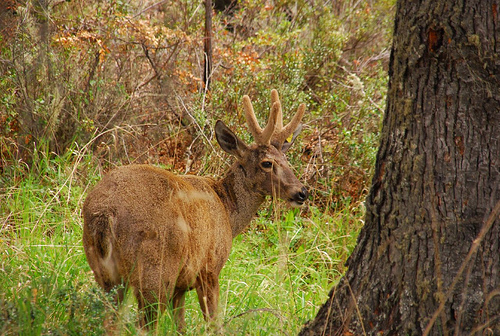
El ciervo huemul (Hippocamelus bisulcus) fue un habitante de la península, aunque se extinguió hace varias décadas.

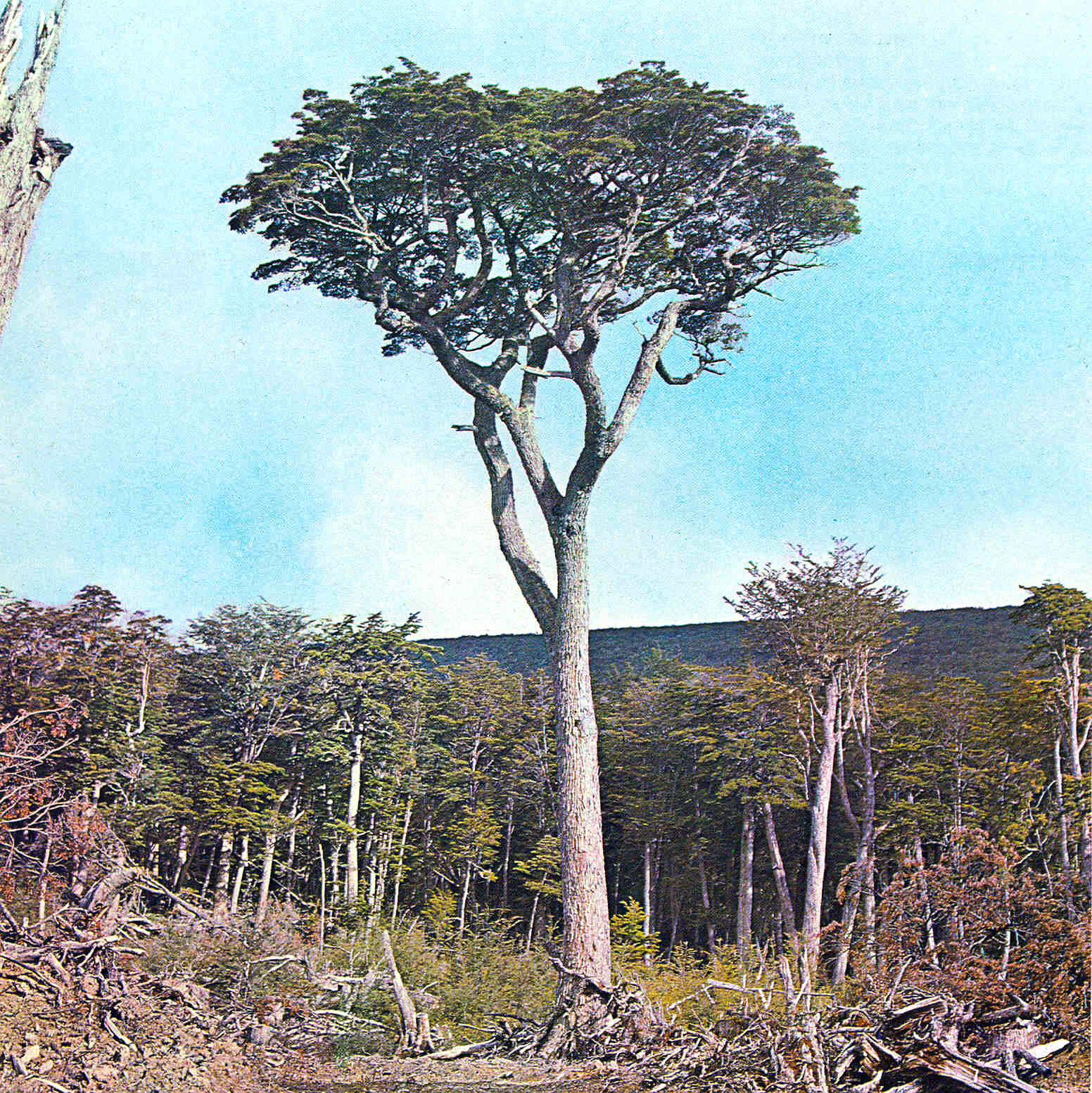
El Coihue de Magallanes, es el árbol característico del sector occidental de la península.

El glaciar Perito Moreno se origina en el campo de hielo Patagónico Sur. En su descenso, alcanza el brazo Sur del lago Argentino, con un frente de 5 km de longitud, aflorando sobre el agua con una altura de unos 60 m. 
Gracias a su constante avance, cada cierto tiempo cruza las aguas del canal de los Témpanos y destruye el bosque inmediato en la península de Magallanes, represando las aguas del brazo Rico del lago Argentino, lo cual genera un desnivel con respecto al resto del lago de hasta 30 m. Por la presión de esta masa líquida se producen filtraciones en el hielo las que crean un túnel con una bóveda de más de 50 m la que finalmente se derrumba, en un inusual espectáculo natural, fácilmente presenciable por turistas desde las pasarelas emplazadas en la península de Magallanes, siendo este el máximo atractivo del parque nacional Los Glaciares, el cual integra el glaciar.

## Clima
La zona se ve afectada, desde el cuadrante oeste, por vientos provenientes del cercano océano Pacífico desde el cuadrante sur, por vientos polares provenientes de la Antártida.
El clima de la península es el llamado Patagónico húmedo. Las temperaturas medias son 12,7 °C para el mes de enero (verano austral) y 1,2 °C para el mes de julio (invierno austral). En cuanto a las temperaturas absolutas, la mínima llegó a -10 °C, siendo la máxima de 28,4 °C. La temperatura se ve moderada por la enorme acumulación de agua que representa el lago Argentino. Las precipitaciones acumulan 681 mm anuales en su extremo nororiental y 804 mm en su extremo occidental.
En primavera y verano los días con viento son más frecuentes, así como su intensidad.

## Flora
Fitogeográficamente, buena parte del centro y oeste de la península se inserta en dos distritos de la provincia fitogeográfica subantártica. Mayormente el dominante es el distrito fitogeográfico subantártico del bosque caducifolio, presentando como especies características a la lenga (Nothofagus pumilio), el ñirre (Nothofagus antarctica), el notro (Embothrium coccineum), etc. En pequeños sectores más templados, húmedos, y de baja altitud en el borde occidental se presenta el distrito fitogeográfico subantártico magallánico, presentando como especies características al guindo o cohiue de Magallanes (Nothofagus betuloides), el ciprés de las Guaitecas (Pilgerodendron uviferum), el huayo (Maytenus magellanica), el canelo (Drimys winteri), etc.
En los pisos superiores, por sobre la línea del bosque, desde una altitud de 1100 m s. n. m. y hasta las nieves eternas, se ubica el distrito fitogeográfico altoandino austral de la provincia fitogeográfica altoandina. Al hacerse menores los acumulados de precipitaciones hacia el este, en todo el oriente peninsular se presenta —generalmente como ecotono— el distrito fitogeográfico patagónico subandino de la provincia fitogeográfica patagónica.

## Fauna
Entre las especies animales que habitan los bosques de sus laderas se encuentran el puma patagónico (Puma concolor puma), y el guanaco austral (Lama guanicoe guanicoe), estando ya extinguido el huemul (Hippocamelus bisulcus).

## Arqueología
En el accidente geográfico punta Bandera, en el extremo norte peninsular, se encontraron evidencias de ocupación indígena de la etnia de los Aónik'enk.

## Estatus jurídico
Una pequeña lonja que bordea el lago Argentino en el sur y sudoeste peninsular está bajo dominio nacional dentro del Parque nacional Los Glaciares. Más precisamente, 500 m de la cota máxima alcanzada por el Lago Argentino, tierras adentro Y que se extiende desde el ingreso al Parque Nacional en la Seccional Río Mitre y hasta el puerto ubicado en Bahía Tranquila donde también se encuentra el límite del Parque Nacional Los Glaciares en esa zona peninsular. El resto de su superficie fue subdividida en 42 fracciones, las que van desde 1,5 ha hasta 16 024 ha, todas ellas han quedado en manos privadas. Según dichos informales, un tal López Muñiz con influencias en el gobierno provincial, logró adjudicarse esas tierras coincidentemente cuando se formaba el Parque Nacional Los Glaciares en 1932. Tiempo más tarde, el vendería diferentes lotes o fracciones de esas tierras a privados. Con todas esas áreas privadas, el gobierno de Santa Cruz creó el 10 de junio de 1993 el Parque provincial Península de Magallanes, de 38 900 ha, por ley provincial N° 2316 y su anexo —Plan de Manejo— ungido por el decreto de promulgación firmado por el entonces gobernador Néstor Carlos Kirchner, como preliminar del futuro Plan de Manejo para el área. El objeto subyasente fue el de conservar el carácter silvestre al corredor de acceso al glaciar Perito Moreno, y al mismo tiempo, que el área preste servicios como sector de amortiguación del Parque nacional. Pero en la realidad, ese Parque Provincial lo que hizo fue limitar drásticamente el uso a sus propietarios con ansias de proteger el vecino pueblo de El Calafate y su socioeconomía naciente en base al turismo. Tal es así, que ese parque provincial, desde su creación a 2023, nunca pudo ser usado para lo típico que es un área protegida: acampar, hacer senderismo, refugios de montaña, etc. El área de conservación es administrada por el Consejo Agrario Provincial. Al haber acompañado a la declaración limitantes de uso de las propiedades privadas que la componen sin la correspondiente reparación económica que compense la pérdida de derechos de aprovechamiento, los propietarios iniciaron acciones legales contra el estado provincial, que han escalado a la Corte Suprema de Justicia.

### Estancias
Entre las estancias más importantes de las ubicadas en la península encontramos:
- Estancia Cerro Buenos Aires
- Estancia Ventisqueros
- Estancia Coihue (nunca desarrolló actividad económica ni construyó lo mínimo para entender ese campo como "estancia")
- Estancia Apen Aike (nunca desarrolló actividad económica ni construyó lo mínimo para entender ese campo como "estancia")

## Accesos
El sector norte, el noroeste, y todo el centro de la península carecen de caminos públicos. Las únicas rutas son la Ruta Provincial 8, la cual la recorre en su borde oriental al ser el acceso al Puerto Bahía Tranquila y Punta Bandera; y la Ruta Provincial 11, asfaltada, la cual la recorre en todo su borde austral hasta su extremo sudoeste, al ser el acceso al área del Glaciar Perito Moreno, con instalaciones turísticas y hotelería.